# عبد الرشيد (اسم)
عبد الرشيد اسم عربي يطلق على الذكور، وهو مستخدم في العهد الحديث كإسم وكلقب. وهو مكون من جزأين «عبد» و «الرشيد». الرشيد وهي اسم من اسماء الله الحسنى المذكورة في القرآن الكريم. 

## سياسيون
- عبد الرشيد علي شارماركي
- عبد الرشيد يوسف جبريل
- ماهر عبد الرشيد
- عبد الرشيد دوستم
- عمر عبد الرشيد شارماركي

## أخرين
- عبد الرشيد خان
- عبد الرشيد غازي